# Leskeodon brevicuspidatus
Leskeodon brevicuspidatus är en bladmossart som beskrevs av Benito C. Tan och H. Robinson 1990. Leskeodon brevicuspidatus ingår i släktet Leskeodon och familjen Daltoniaceae. Inga underarter finns listade i Catalogue of Life.